# Amour Khabarovsk
L'Amour Khabarovsk (en russe : Амур Хабаровск) est un club de hockey sur glace professionnel de Russie, dans la ville de Khabarovsk, en Sibérie orientale.

## Historique

Logo du club de 2006 à 2014

Fondé en 1966 sous le nom de SKA Khabarovsk, il prend son nom actuel en 1996. Le club, après avoir été promu en Superliga en 1996, est relégué en deuxième division en 2004, la compagnie minière le subventionnant traversant des difficultés financières. Il remonte cette saison en Superliga. L'équipe réserve a fait un bref passage en Championnat d'Asie de hockey sur glace sous le nom de Golden Amour en 2005. En 2008, il intègre une nouvelle compétition en Eurasie, la KHL. Il signe alors une affiliation avec le Iermak Angarsk de la Vyschaïa Liga pour qu'il devienne son club-école.

## Palmarès
- Vainqueur de la Vyschaïa Liga: 1996.
- Vainqueur du troisième échelon d'URSS: 1989.

### Saisons en KHL
Note: PJ : parties jouées, V : victoires, VP: victoires en prolongation, VF: victoires en fusillade, D : défaites, N : matchs nuls, DP : défaite en prolongation, DTF : défaite en fusillade, Pts : Points, BP : buts pour, BC : buts contre.
| Saison    | PJ | V  | VP | VTB | D  | DP | DTB | BP  | BC  | Pts | Classement | Séries éliminatoires                             |
| --------- | -- | -- | -- | --- | -- | -- | --- | --- | --- | --- | ---------- | ------------------------------------------------ |
| 2008-2009 | 56 | 15 | 2  | 2   | 30 | 1  | 6   | 111 | 158 | 60  | 20e/24     | Non qualifié                                     |
| 2009-2010 | 56 | 12 | 3  | 6   | 29 | 2  | 4   | 129 | 187 | 60  | 21e/24     | Non qualifié                                     |
| 2010-2011 | 54 | 13 | 1  | 1   | 32 | 4  | 3   | 112 | 173 | 50  | 22e/23     | Non qualifié                                     |
| 2011-2012 | 54 | 23 | 1  | 4   | 21 | 2  | 3   | 166 | 139 | 84  | 12e/23     | Avangard Omsk 0-4 (huitième de finale)           |
| 2012-2013 | 52 | 11 | 1  | 4   | 35 | 0  | 1   | 115 | 167 | 44  | 25e/26     | Non qualifié                                     |
| 2013-2014 | 54 | 8  | 1  | 4   | 30 | 1  | 10  | 106 | 182 | 45  | 28e/28     | Non qualifié                                     |
| 2014-2015 | 60 | 11 | 0  | 3   | 40 | 2  | 4   | 117 | 207 | 45  | 28e/28     | Non qualifié                                     |
| 2015-2016 | 60 | 17 | 3  | 3   | 31 | 0  | 6   | 112 | 143 | 69  | 25e/28     | Non qualifié                                     |
| 2016-2017 | 60 | 20 | 1  | 4   | 29 | 2  | 4   | 110 | 130 | 76  | 22e/29     | Non qualifié                                     |
| 2017-2018 | 56 | 21 | 8  | 0   | 18 | 2  | 7   | 132 | 141 | 88  | 13e/27     | Ak Bars Kazan 1-4 (huitième de finale)           |
| 2018-2019 | 62 | 17 | 2  | 1   | 33 | 4  | 5   | 126 | 175 | 49  | 23e/25     | Non qualifié                                     |
| 2019-2020 | 62 | 20 | 1  | 5   | 26 | 4  | 6   | 132 | 145 | 62  | 17e/24     | Non qualifié                                     |
| 2020-2021 | 60 | 17 | 6  | 1   | 29 | 2  | 5   | 146 | 171 | 55  | 19e/23     | Non qualifié                                     |
| 2021-2022 | 50 | 12 | 3  | 4   | 23 | 4  | 4   | 97  | 125 | 46  | 18e/24     | Non qualifié                                     |
| 2022-2023 | 68 | 21 | 4  | 5   | 29 | 5  | 4   | 141 | 168 | 69  | 17e/22     | Non qualifié                                     |
| 2023-2024 | 68 | 23 | 3  | 3   | 26 | 6  | 7   | 159 | 178 | 71  | 15e/23     | Metallourg Magnitogorsk 2-4 (huitième de finale) |
| 2024-2025 | 68 | 11 | 3  | 4   | 42 | 6  | 2   | 150 | 235 | 44  | 22e/23     | Non qualifié                                     |